# Holy Motors
Holy Motors es una película de 2012 escrita y dirigida por Leos Carax. Está protagonizada por Denis Lavant y Édith Scob.

## Trama
Un hombre (Leos Carax) despierta en una habitación e inspecciona una de las paredes. Tras encontrar una ranura e insertar su dedo en ella, el hombre abre una puerta que lo lleva a una sala de cine, donde los espectadores ven la película The Crowd de King Vidor. Mientras esto sucede, un niño y un perro negro recorren los pasillos de la sala de cine.
La siguiente escena muestra a un hombre conocido como Sr. Oscar (Denis Lavant), quien sube a una limusina blanca conducida por una mujer llamada Céline (Édith Scob). La mujer le informa que aquel día tiene nueve "citas", las cuales consisten en acudir a diversos puntos de la ciudad y asumir la identidad de algunas personas, empleando el maquillaje y el vestuario que se encuentra en el vehículo. Algunas de las personas que debe interpretar son una anciana limosnera, un actor que participa en un proceso de captura de movimiento, un vagabundo que se enamora de una modelo y la rapta, un anciano que se encuentra en su lecho de muerte, y un padre que discute con su hija luego de recogerla de una fiesta.
Tras interpretar a un hombre que comete un asesinato, Oscar conversa en la limusina con un hombre que tiene una mancha de nacimiento en el rostro (Michel Piccoli). El hombre lo felicita por su labor, pero le pregunta a Oscar si disfruta su trabajo, ya que lo ha notado cansado últimamente. Oscar le confiesa que echa de menos las cámaras, que al haber disminuido tanto de tamaño apenas se pueden ver, concluyendo que "a veces me cuesta creer en todo". El hombre le pregunta qué es lo que lo hace continuar con su trabajo, y Oscar responde que lo mismo que lo hizo empezar: "la belleza de actuar".
Mientras Céline discute con el conductor de otra limusina blanca, Oscar descubre que en el otro vehículo va una antigua conocida suya, Jean (Kylie Minogue). Ambos entran a un edificio en remodelación y conversan para intentar ponerse al día. Jean tiene el mismo trabajo de Oscar, y para su siguiente "cita" debe interpretar a una azafata llamada Eva, quien vive el último día de su vida. Jean le dice a Oscar que tal vez no vuelvan a verse, y tras cantar una canción suben a la azotea del edificio. Oscar se va del lugar ya que Jean debe interpretar a Eva y reunirse con su pareja. Al salir del edificio, Oscar ve que Jean y el hombre cayeron desde la azotea.
De vuelta en la limusina, Oscar comienza a beber y a fumar. Para su último acto, Oscar llega a una casa y Céline le dice que lo volverá a ver al día siguiente para continuar con el trabajo. Oscar entra a la casa, en cuyo interior hay dos chimpancés. Céline, por su parte, lleva la limusina a un estacionamiento llamado Holy Motors, el cual está lleno de otras limusinas. Luego que Céline sale del estacionamiento las limusinas comienzan a conversar entre ellas.

## Reparto
- Denis Lavant como Sr. Oscar
- Édith Scob como Céline.
- Eva Mendes como Kay M.
- Kylie Minogue como Eva / Jean
- Élise L'Homeau como Léa / Élise
- Jeanne Disson como Angèle.
- Michel Piccoli como El hombre con la mancha de nacimiento.
- Leos Carax como Le Dormeur.

## Recepción
Holy Motors obtuvo una respuesta positiva por parte de la crítica cinematográfica. La película posee un 90% de comentarios positivos en el sitio web Rotten Tomatoes, basado en un total de 123 reseñas, y una puntuación de 84/100 en Metacritic. Roger Ebert del periódico Chicago Sun-Times escribió que Holy Motors es "exasperante, frustrante, anárquica y en un estado de constante de renovación". Tras describirla como "estimulante, opaca, desgarradora y completamente demente", Megan Lehmann de la revista The Hollywood Reporter sostuvo que la película es "una obra cinematográfica deliciosamente absurda que evalúa la vida, la muerte y todo lo que hay entre medio, reflejado en un espejo deformante".
Jordi Costa de El País sostuvo que Holy Motors es "una obra capital para explicar (y entender) el aquí y el ahora", agregando que "el problema no es que existan películas que no se entiendan: la peste de nuestro tiempo son las películas que se entienden demasiado, que subrayan y se sobreexplican, que matan toda ambigüedad". Para Daniel De Partearroyo de Cinemanía la película es "una de las más bellas películas sobre cine y el arte de la narración como necesidad para contarnos a nosotros mismos y a los demás".
Por el contrario, E. Rodríguez Marchante del periódico ABC sostuvo que es "una de las películas más ridículamente pretenciosas que uno recuerda, y eso que parte de una idea que podría considerarse original".
Holy Motors fue nombrada la mejor película de 2012 por la revista Cahiers du Cinema. La revista del British Film Institute, Sight & Sound, la ubicó en el cuarto puesto de las mejores cintas de aquel año.

## Premios
Recibió los premios de mejor película y mejor director en el Festival de Cine de Sitges en 2012.
En los Premios César de 2013 consiguió nueve nominaciones: mejor película, mejor dirección, mejor decorado, mejor montaje, mejor fotografía, mejor sonido, mejor guion original, mejor actriz secundaria y mejor actor.